# أنجمة (زيلايي)
أنجمة (بالفارسية: انجمه) هي قرية تقع في إيران في قسم زیلایی الريفي. يقدر عدد سكانها بـ 83 نسمة .